# Баламетов Баламет Юзахмед огли
Баламет Юзахмет огли Баламетов (1906, село Унуг (Аних), тепер Ґусарського району, Азербайджан — 2007, Азербайджан) — радянський діяч, голова Ради народних комісарів (Ради міністрів) Нахічеванської АРСР. Депутат Верховної ради Азербайджанської РСР 2-го скликання, депутата Верховної ради Нахічеванської АССР 1—3-го скликань. Депутат Верховної Ради СРСР 1-го і 3-го скликань.

## Біографія
Народився в бідній селянській родині. Батько працював на нафтових промислах у Баку та Майкопі. У чотирирічному віці Баламет втратив батька, виховувався в родичів. З 1917 року був чорноробом, навчався в школі, де вступив до комсомолу. Закінчив семирічну школу, працював секретарем сільської ради, був завідувачем бібліотеки в селі Рустов.
Член ВКП(б).
У 1928—1929 роках — пропагандист районного комітету ЛКСМ Азербайджану. У 1929—1930 роках — завідувач фінансового відділу виконавчого комітету Рустовської районної ради. З червня 1930 року працював відповідальним секретарем виконавчого комітету Хачмазької районної ради Азербайджанської РСР.
Навчався в Бакинській центральній радянській партійній школі імені Шаумяна.
Після закінчення радпартшколи — інструктор, завідувач організаційно-інструкторського відділу Гільського районного комітету КП(б) Азербайджану.
З 1934 року — студент Закавказької комуністичної сільськогосподарської школи.
У 1937—1938 роках — керуючий справами, відповідальний секретар, заступник голови, голова виконавчого комітету Гільської районної ради депутатів Азербайджанської РСР.
У 1938—1942 роках — голова Ради народних комісарів Нахічеванської АРСР.
У 1942—1947 роках — 1-й секретар Ґусарського районного комітету КП(б) Азербайджану.
У 1949 році закінчив Вищу партійну школу при ВКП(б).
У 1947—1950 роках — голова Ради міністрів Нахічеванської АРСР.
Потім — на відповідальній роботі в Баку, ревізор Міністерства фінансів Азербайджанської РСР.
Персональний пенсіонер. Помер у 2007 році.

## Нагороди
- два ордени Леніна (25.02.1946,)
- орден Трудового Червоного Прапора (27.04.1940)
- медалі